# كأس العالم للهوكي للسيدات 2014
كأس العالم للهوكي للسيدات 2014 هو الموسم 13 من  كأس العالم للهوكي للسيدات. أقيم في 2014، وأشرف على تنظيمه الاتحاد الدولي للهوكي.